# Małyk Mermer
Małyk Mermer (bułg. Малък Мермер) – szczyt pasma górskiego Riła, w Bułgarii, o wysokości 2562 m n.p.m.